# Guihua Zhen
Guihua Zhen (kinesiska: 桂花, 桂花镇) är en köping i Kina. Den ligger i provinsen Yunnan, i den sydvästra delen av landet, omkring 180 kilometer nordväst om provinshuvudstaden Kunming.
Genomsnittlig årsnederbörd är 1 006 millimeter. Den regnigaste månaden är juli, med i genomsnitt 302 mm nederbörd, och den torraste är januari, med 1 mm nederbörd.